# Thekla Resvoll
Thekla Susanne Ragnhild Resvoll, född 22 maj 1871 i Vågå, död 14 juni 1948 i Oslo, var en norsk botaniker. Hon var syster till Hanna Resvoll-Holmsen. 
Resvoll tog 1899 matematisk-naturvetenskaplig ämbetsexamen, studerade biologi och ekologi i Köpenhamn och München, blev 1902 amanuens vid Kristiania universitets botaniska laboratorium och 1918 filosofie doktor. År 1923 invaldes hon som ledamot av Det Norske Videnskaps-Akademi i Oslo. 
Bland hennes vetenskapliga skrifter märks Nogle arktiske ranunklers morfologi og anatomi (1900), Den nye vegetation på lerfaldet i Værdalen (1903), Pflanzenbiologische Beobachtungen aus dem Flugsandgebiet bei Røros (1906), Winterknospen der norwegischen Gebirgsweiden (1909), Vinterflora (1911) samt Lærebok i botanik for gymnasiet (tre upplagor), varjämte hon skrev avdelningen Vækstlivet för flera amt i Amund Hellands "Norges land og folk" och var medarbetare i "Illustreret norsk konversationsleksikon".